# Немново (Гродненский район)
Немново (бел. Нямно́ва) — деревня в Гродненском районе Гродненской области Беларуси. В составе Сопоцкинского сельсовета.

## География
Ближайшие населённые пункты Дмисевичи, Перелом и др.

### Гидрография
Река Осташанка, Августовский канал.

## История
До 16 марта 1987 года деревня входила в состав Василевичского сельсовета.

## Население

### Численность
- 2019 год — 22 жителей

### Динамика
- 1999 год — 26 жителей (перепись населения)
- 2009 год — 24 жителей (перепись населения)[3]
- 2019 год — 22 жителей (перепись населения)

## Культура
- Музей истории Августовского канала

## Достопримечательность
- Шлюз «Немново» на Августовском канале. Самый большой шлюз Августовского канала, включая польскую часть[4].

Непосредственно строительными работами занимался Ян Павел Лелевель. Изначально проект был двухкамерным, но в 30-е годы XIX века появилась третья камера, а в ходе реконструкции достроили четвертую. Это было связано с тем, что в 70-е годы прошлого века из-за добычи гравия из русла Немана образовалась затока и уровень воды понизился на 1,5 метра. И таким образом общий перепад составляет почти 10 метров.
- Дом смотрителя

## Галерея
- Немново. Видны все три камеры
- Памятная табличка на стенах шлюза. На левом снимке можно разглядеть её местоположение.
- Вид на самую нижнюю камеру шлюза